# Containers
| Recensione | Giudizio |
| ---------- | -------- |
| Newsic     | 7/10     |
| Rockol     | 7/10     |

Containers è il settimo album in studio del produttore discografico italiano The Night Skinny, pubblicato l'11 ottobre 2024 dalla Island Records.

## Tracce
Musiche di The Night Skinny.
1. Entro nel posto (feat. Tony Boy, Kid Yugi & Capo Plaza) – 2:59 (testo: Luca Pace, Antonio Hueber, Francesco Stasi, Luca D'Orso)
2. Trema (feat. Tedua & Lazza) – 2:27 (testo: Luca Pace, Mario Molinari, Jacopo Lazzarini)
3. Divido cose (feat. Kid Yugi & Paky) – 2:51 (testo: Luca Pace, Francesco Stasi, Vincenzo Mattera)
4. Solo Dio sa (feat. Tony Boy, anice, Geolier & Shiva) – 3:30 (testo: Luca Pace, Antonio Hueber, Anna Daprelà, Emanuele Palumbo, Andrea Arrigoni)
5. Numero 5 (feat. Artie 5ive) – 2:40 (testo: Luca Pace, Ivan Arturo Barioli)
6. Tessera sanitaria (feat. Nerissima Serpe & Papa V) – 3:24 (testo: Luca Pace, Matteo Di Falco, Lorenzo Vinciguerra)
7. DM (feat. Tedua) – 3:06 (testo: Luca Pace, Mario Molinari)
8. Good Girl (feat. Rkomi, Ernia & Bresh) – 2:43 (testo: Luca Pace, Mirko Martorana, Matteo Professione, Andrea Brasi)
9. Nella trap (feat. Artie 5ive, Capo Plaza & Tony Effe) – 2:20 (testo: Luca Pace, Ivan Barioli, Luca D'Orso, Nicolò Rapisarda)
10. Rito breve (feat. Noyz Narcos, Simba La Rue & Geolier) – 2:27 (testo: Luca Pace, Emanuele Frasca, Mohamed Saida, Emanuele Palumba)
11. Walzer (feat. Papa V, Nerissima Serpe & Fabri Fibra) – 2:40 (testo: Luca Pace, Lorenzo Vinciguerra, Matteo Di Falco, Fabrizio Tarducci)
12. Mio padre (feat. Noyz Narcos & Guè) – 2:26 (testo: Luca Pace, Emanuele Frasca, Cosimo Fini)
13. Amore cieco (feat. Madame) – 2:40 (testo: Luca Pace, Francesca Calearo)
14. True story (feat. Noyz Narcos, Papa V & Artie 5ive) – 3:04 (testo: Luca Pace, Emanuele Frasca, Lorenzo Vinciguerra, Ivan Barioli)
15. Solo (feat. Luchè) – 2:46 (testo: Luca Pace, Luca Imprudente)
16. T.O.N.Y. (feat. Tony Boy & Tony Effe) – 2:50 (testo: Luca Pace, Antonio Hueber, Nicolò Rapisarda)
17. CNTNRS (feat. Jake La Furia, Emis Killa, Kid Yugi, Tony Boy, Rasty Kilo, Guè, Paky, Nerissima Serpe & Papa V) – 5:27 (testo: Luca Pace, Francesco Vigorelli, Emiliano Giambelli, Francesco Stasi, Antonio Hueber, Riccardo Puggioni, Cosimo Fini, Vincenzo Mattera, Matteo Di Falco, Lorenzo Vinciguerra)

Traccia bonus nella riedizione streaming
1. Fuck Tomorrow 2 (feat. Rkomi & Karakaz) – 2:41 (testo: Luca Pace, Michele Corvino)

## Classifiche

### Classifiche settimanali
| Classifica (2024) | Posizione massima |
| ----------------- | ----------------- |
| Italia            | 1                 |

### Classifiche di fine anno
| Classifica (2024) | Posizione |
| ----------------- | --------- |
| Italia            | 25        |